# انستیتوی حقوق بین‌الملل

لوگوی انستیتوی حقوق بین‌الملل و شعارش عدالت و صلح.

انستیتوی حقوق بین‌الملل (انگلیسی: Institut de Droit International) سازمانی است متعهد به مطالعه و توسعه حقوق بین‌الملل که اعضای آن از وکلای بین‌المللی هستند. این سازمان در ۸ سپتامبر ۱۸۷۳ در سالن آرایشال شهر خنت، بلژیک و توسط گوستاو موینیر و گوستاو-رولین ژاکیمنز و ۹ تن از دیگر وکلای مشهور بین‌المللی از جمله توبیاس آسر تأسیس شد. این سازمان در سال ۱۹۰۴ برنده جایزه صلح نوبل شده‌است.

## تاریخچه
انستیتوی حقوق بین‌الملل توسط گاستو موینیر و گوستاو روولین جاکپیمینز و ۹نفر دیگر از وکلای مشهور بین‌المللی در ۸ سپتامبر ۱۸۷۳ در سالن آرایشال شهر گنت بلژیک تأسیس شد. بنیانگذاران سال ۱۸۷۳ عبارت بودند از: * پاسکوال استانیسلائو مانچینی (از رم)، رئیس؛ * امیل د لاولی (از لیژ)؛ * توبیاس مایکل کارل آسر (از آمستردام)؛ * جیمز لوریمر (از ادینبورگ)؛ * ولادیمیر بسولاسوف (از سن پترزبورگ)؛ * گوستاو مونیر (از ژنو)؛ * ژان گاسپار بلونچشی (از هیدلبرگ)؛ * آگوستو پیوانتو (از ناپل)؛ * کارلوس کالوو (از بوینس آیرس)؛ * گوستاو روولین جاکومینز (از گنت)؛ * دیوید دادی فیلد (از نیویورک)